# Hadithen om den gyllene länken

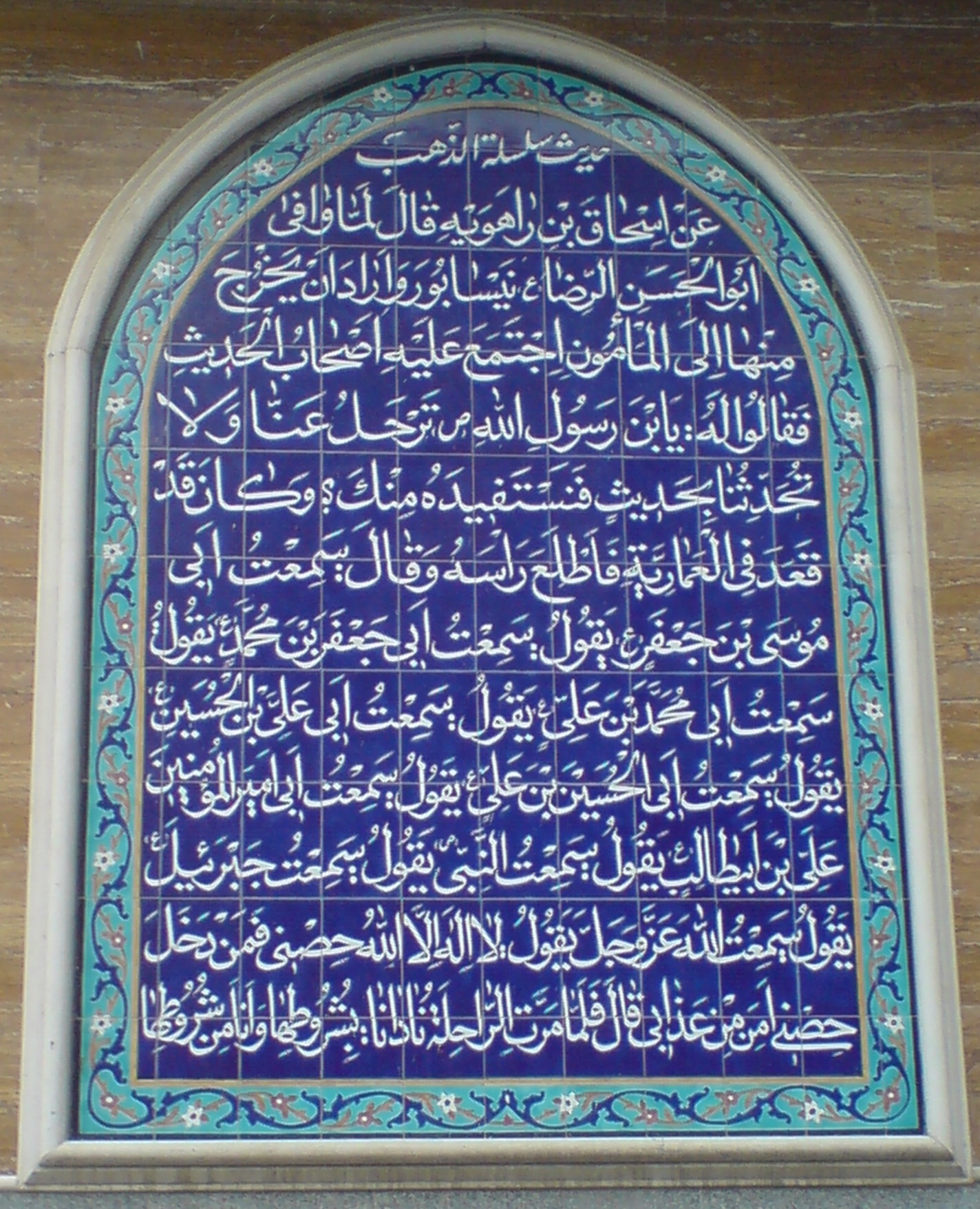
En tavla med Hadithen om den gyllene länken i Neyshabur.

Hadithen om den gyllene länken (arabiska: حدیث سلسلة الذهب, transl. Hadith al-Silsilah al-Dhahab) är en hadith qudsi som återberättats från Imam Reza, den åttonde shiaimamen, via sina förfäder. Hadithen återberättades då Imam Reza kom fram till Neyshabur och nedtecknades av ett stort antal personer. "Länken" är en referens till fortsättningen på den andliga auktoriteten som förts vidare från Gud, ärkeängeln Gabriel, den islamiske profeten Muhammed till Ali ibn Abi Talib, via var och en av imamerna, till Imam Reza. Som förmedlare av hadithen kopplar imamerna följande generationer till Muhammeds läror.
Hadithen är viktig för shiamuslimer eftersom den innebär att monoteism å ena sidan tar de troende till "Guds fästning", som är en säker tillflykt, och att ledarskapet å andra sidan är en fundamental förutsättning för att träda in i denna fästning.

## Hadithen

### Arabiska
.کَلِمَةُ لا إلهَ إلّا اللّهُ حِصني فَمَن دَخَلَ حِصني اَمِنَ مِن عَذابي.

بِشُروطِها وَ أنَا مِن شُروطِها

### Svenska
"Frasen 'det finns ingen gud utom Gud' är Min fästning. Den som därmed träder in i Min fästning kommer att vara säker från Min bestraffning." När imamen skulle åka iväg kompletterade han hadithen genom att säga: "Med dess villkor, och jag är bland dess villkor."

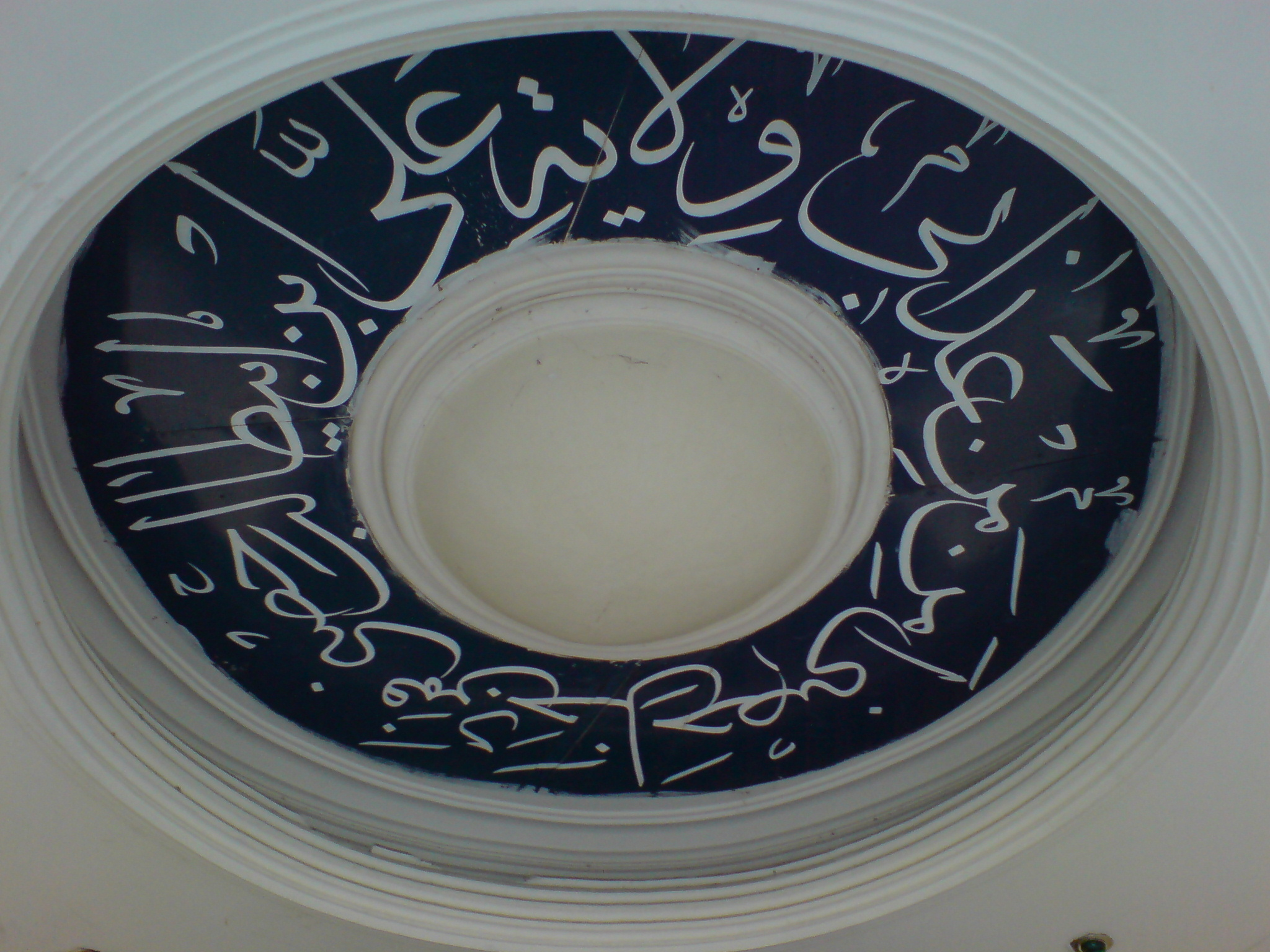
Målat i taket i al-Ghadirs bibliotek i Neyshabur med arabisk kalligrafi står det: "Ali ibn Abi Talibs förmyndarskap är Min fästning. Den som därmed träder in i Min fästning är säker från Mitt straff."

Med andra ord kan det anses att profetens hushåll (Ahl al-Bayt) är kriteriet för monoteism och att tro på Guds enhet.

### Sunnitiska återberättelser
Många sunnitiska lärda har återberättat denna händelse. Hadithen har bland annat återberättats i boken Hilyat al-Awliya. Endast femtio återberättelser finns kvar sedan 800-talet e.Kr. bland tio tusen, tjugo tusen eller trettio tusen återberättelser. Dessutom finns det många andra hadither som heter "Hadithen om den gyllene länken" som skiljer sig från hadithen i fråga. Två av de viktiga återberättelserna är "Fästningåterberättelsen" och "Troåterberättelsen".
Trots att den sista delen av hadithen om villkor inte finns med i de flesta sunnitiska hadithböcker har vissa sunnitiska lärda såsom Khaje Parsa Hanafi och Qazi Bahjat Affandi Shafi'i nämnt denna del i sina återberättelser.

### Shiitiska återberättelser
Sheikh Saduq har nämnt denna hadith i sina olika böcker och nämnt flera källor för den. I boken al-Tawhid har han nämnt tre källor för hadithen, och en av dessa är via Muhammed ibn Musa ibn al-Mutawakkil, Abu al-Husayn Muhammad ibn Ja'far al-Asadi, Muhammad ibn al-Husayn al-Sufi, Yusuf ibn 'Aqil via Ishaq ibn Rahwiyah.

## Bakgrund
Enligt vissa shiitiska lärda har tjugo (eller tio eller trettio) tusen personer återberättat hadithen från Imam Reza, via hans förfäder, via den islamiske profeten Muhammed, via ängeln Gabriel från Gud, men att endast femtio återberättelser finns tillgängliga idag.